# Resolució 1515 del Consell de Seguretat de les Nacions Unides
La Resolució 1515 del Consell de Seguretat de les Nacions Unides fou adoptada per unanimitat el 19 de novembre de 2003. Després de recordar totes les resolucions anteriors sobre la situació a l'Orient Mitjà, en particular les resolucions 242 (1967), 338 (1973), 1397 (2002) i els Principis de Madrid, el Consell va aprovar el full de ruta per a la pau proposat pel Quartet de l'Orient Mitjà en un intent de resoldre el conflicte israelià-palestí. La resolució, proposada per Rússia, preveia un estat palestí per al 2005 a canvi de garanties de seguretat per Israel.
El Consell de Seguretat va expressar la seva preocupació per la violència contínua a l'Orient Mitjà, reiterant la seva demanda d'acabar amb les hostilitats i tots els actes de terrorisme, provocació, incitació i destrucció. Preveia una solució per la qual Israel i l'Estat de Palestina estiguessin junt dins de fronteres reconegudes i solucions al conflicte Israel-Líban i al conflicte israelià amb Síria.
Acollint amb satisfacció els esforços diplomàtics internacionals, la resolució va demanar a totes les parts que compleissin les seves obligacions segons el full de ruta que treballa en cooperació amb el Quartet per aconseguir una solució de dos estats.